# Frédéric Schmitter
Œuvres principales
- Sorel éros : palindrome, avec Jacques Perry-Salkow, préface de Paul Fournel, Rivages (2020)

Frédéric Schmitter est un écrivain français né en 1969, spécialiste des jeux de lettres, en particulier les palindromes.

## Biographie
Frédéric Schmitter est né en 1969.
Amateur d'énigmes, d'anagrammes, de palindromes et d'ambigrammes,, il a publié plusieurs ouvrages.

## Œuvre
Frédéric Schmitter est un écrivain français oulipien, spécialiste des palindromes,.
En 2020, avec l'écrivain Jacques Perry-Salkow, Frédéric Schmitter a publié le plus long palindrome existant en langue française, totalisant 10 001 lettres. Ce texte contient des phrases du genre « Ni mage, ni paria, je suis né de la rude nue, fer, acier, une mer acide, né d’un éden si usé ! J’en recueille ici la parole, l’océan, l’unicité ».
Dans son roman La Section Lucky, Frédéric Schmitter utilise la contrainte artistique volontaire.
Petits propos pessimistes pour plaisanter presque partout, coécrit avec Jacques Perry-Salkow, est un livre de tautogrammes, c'est-à-dire des textes ou des phrases dont tous les mots commencent par la même lettre (par exemple « King Kong, kidnappeur kamikaze » ou « Zombies, zonards zigouillés zigzagants »).
Son livre Mots d'amour secrets écrit en collaboration avec Jacques Perry-Salkow contient des acrostiches, des ambigrammes, et des homophonies.

## Publications
- La Section Lucky, éditions Du Rocher (2021[5],[7])
- Sorel éros, palindrome, en collaboration avec Jacques Perry-Salkow, Rivages (2020[6])
- Mots d'amour secrets, avec Jacques Perry-Salkow, Points, (2010)
- Petits propos pessimistes pour plaisanter presque partout, avec Jacques Perry-Salkow, Equateurs (2014)